# South Huntington
South Huntington és una concentració de població designada pel cens dels Estats Units a l'estat de Nova York. Segons el cens del 2000 tenia 9.465 habitants.

## Demografia
Segons el cens del 2000, South Huntington tenia 9.465 habitants, 3.299 habitatges, i 2.533 famílies. La densitat de població era de 1.081,2 habitants per km².
Dels 3.299 habitatges en un 32,3% hi vivien nens de menys de 18 anys, en un 64,2% hi vivien parelles casades, en un 9,4% dones solteres, i en un 23,2% no eren unitats familiars. En el 17,7% dels habitatges hi vivien persones soles el 7,3% de les quals corresponia a persones de 65 anys o més que vivien soles. El nombre mitjà de persones vivint en cada habitatge era de 2,77 i el nombre mitjà de persones que vivien en cada família era de 3,14.
Per edats la població es repartia de la següent manera: un 22,4% tenia menys de 18 anys, un 5,1% entre 18 i 24, un 31,8% entre 25 i 44, un 24,1% de 45 a 60 i un 16,6% 65 anys o més.
L'edat mediana era de 40 anys. Per cada 100 dones de 18 o més anys hi havia 90 homes.
La renda mediana per habitatge era de 77.950 $ i la renda mediana per família de 84.828 $. Els homes tenien una renda mediana de 60.440 $ mentre que les dones 41.867 $. La renda per capita de la població era de 34.011 $. Entorn del 3,3% de les famílies i el 4,4% de la població estaven per davall del llindar de pobresa.